# 蒙古国人口
蒙古國人口约为360萬 (2024 年)，其中喀爾喀蒙古族约占总人口84%，此外還有占总人口12%其他蒙古部族民系。3%的哈薩克族是少数民族。蒙古国是世界上人口密度最低的國家之一，平均每平方公里人口密度1.91人。蒙古近一半人口居住在烏蘭巴托。蒙古最大的宗教是藏傳佛教。居住在蒙古国以外的蒙古族也分布在俄羅斯的卡爾梅克共和國、布里亞特共和國和圖瓦共和國。

## 統計

### 人口結構
- 0-14歲：28.4% (男性：433,835人；女性：416,549人)
- 15-64歲：67.7% (男性：1,013,215人；女性：1,015,221人)
- 65歲以上：3.9% (男性：51,093人；女性：66,168人)（2011年）

平均年齡：
- 總平均年齡：23.9歲
- 男性平均年齡：23.6歲
- 女性平均年齡：24.3歲（2011年）

人口成長率：
- 1.482%（2011年）

## 族群和語言
蒙古國人民與蒙古人不同。蒙古人通常指蒙古族人，不包括哈薩克人等突厥语系。
蒙古人約佔蒙古人口的97％，由喀爾喀人和其他群體組成，所有這些族群主要以蒙古語的方言來區分。喀爾喀人约佔蒙古族人口的84％。其餘约12%包括衛拉特，布里亞特等。蒙古国各族之間的語言或族群差異不是政治或社會問題。
突厥語系的哈薩克民族佔蒙古人口的3％。
現有3,000名西方人居住在蒙古，佔蒙古人口的0.1％。
英語是蒙古國使用最廣泛的外語，其次是俄語。近年來，日語和韓語也受到蒙古樂觀主義者歡迎。

## 宗教
蒙古歷史上，各種形式的薩滿教已被廣泛傳播，因為這種信仰在亞洲歷史上的游牧民族中很普遍。這種信仰逐漸被藏傳佛教所取代，但薩滿教在蒙古的宗教文化上留下了印記，並得到延續。
傳統上，藏傳佛教是蒙古的主要宗教。但是，直到1990年，它在蘇聯式的共產主義政權下被鎮壓，只允許展示一個寺院。1990年後，蒙古的宗教經歷了自由化。

## 城市化
蒙古國的生活已更加城市化。近一半的人口居住在首都烏蘭巴托和其他省中心。半游牧生活仍有一定地位，但定居的社區正變得越來越普遍。 

## 出生率
- 19.25 新生兒 / 1,000人（2011年）

死亡率：
- 7.16 死亡數 / 1,000人（2011年）

移民率：
- 0 移民數 / 1,000人（2011年）

男女人口比例（2011年）：
- 新生兒：1.05 男性 / 女性
- 15 歲以下：1.04 男性 / 女性
- 15-64 歲：1 男性 / 女性
- 65 歲以上：0.77 男性 / 女性
- 總計比例：1 男性 / 女性

平均壽命：
- 總計：68.5歲（2015年）

生育率：
- 2.28胎次/女性（2011年）

1. 1 2  Date:.  (PDF). National Statistical Office of Mongolia. 2011-06-13  [2011-06-14]. （原始内容 (PDF)存档于2013-12-09）.
2. ↑  .   [2015-11-12]. （原始内容存档于2019-08-25）.
3. 1 2 3 4 5 6 7 8 9 10 11 12 13  . CIA. 2012  [14 November 2012]. （原始内容存档于2010-12-29）.
4. ↑   (PDF).   [2016-05-02]. （原始内容 (PDF)存档于2017-03-05）.
5. ↑  蒙古国家统计委员会2021公布的数据
6. ↑  . Mongolian Statistical Information Service.   [27 April 2019]. （原始内容存档于2021-02-25）.
7. ↑  蒙古国的民族